# Krmed
Krmed (en italien :Carmedo) est une localité de Croatie située dans la municipalité de Bale, comitat d'Istrie. Au recensement de 2001, elle comptait 69 habitants.

## Démographie
| 1948 | 1953 | 1961 | 1971 | 1981 | 1991 | 2001 |
| ---- | ---- | ---- | ---- | ---- | ---- | ---- |
| 303  | 281  | 212  | 142  | 106  | 76   | 69   |